# Боровая (Новосибирская область)
Боровая — деревня в Тогучинском районе Новосибирской области. Входит в состав Заречного сельсовета.

## География
Площадь деревни — 57 гектаров.

## Население
| 2002 | 2007 | 2010 |
| ---- | ---- | ---- |
| 171  | ↘164 | ↘94  |

## Инфраструктура
На деревне по данным на 2007 год отсутствует социальная инфраструктура.